# ビュフォード (ワイオミング州)

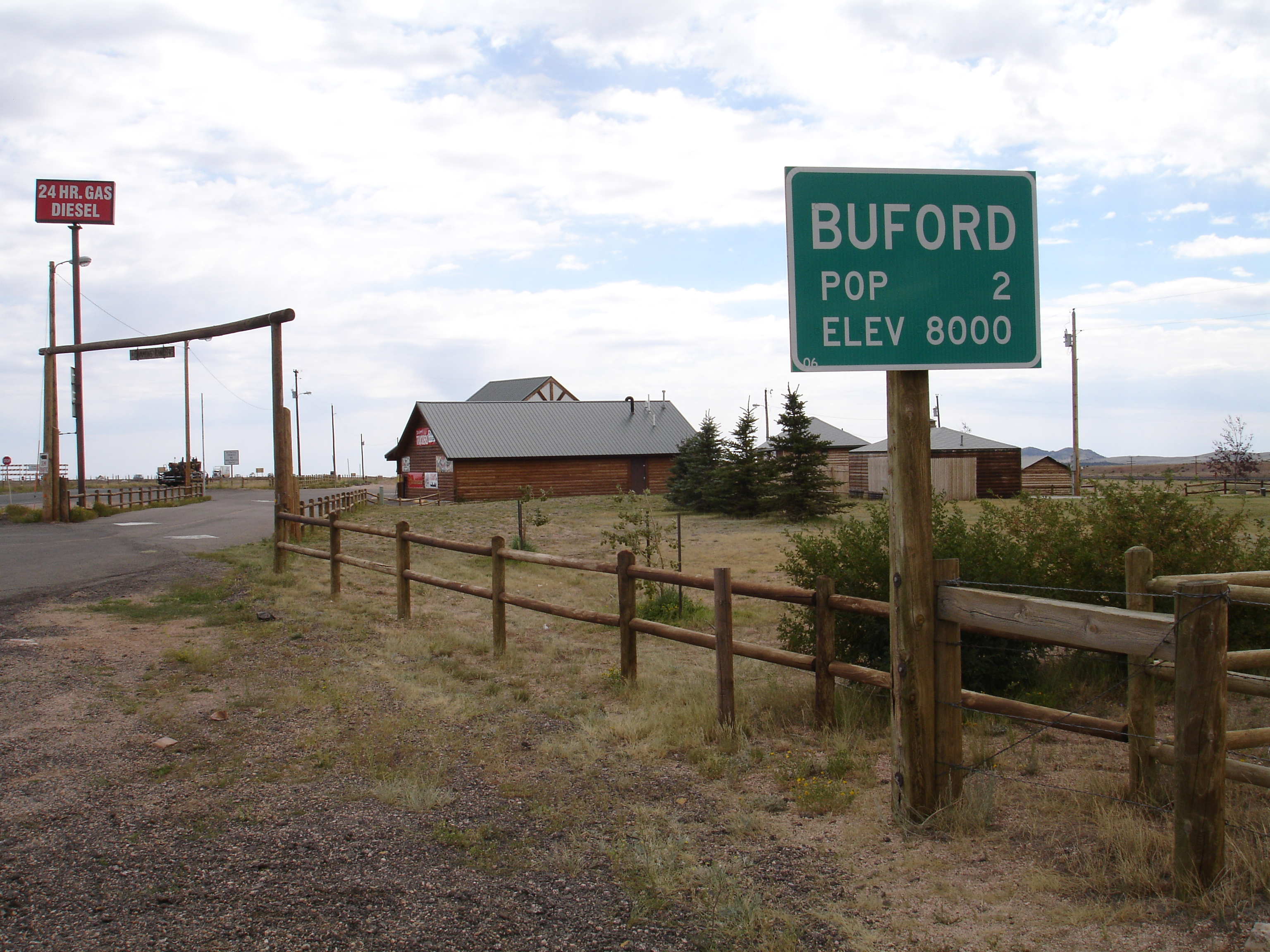
「人口: 2人」と記された、ビュフォードの入口にある標識（2006年）。その後ドン・サモンズの息子はビュフォードを去り、残された父親が唯一の住民となった。

ビュフォード（Buford）は、アメリカ合衆国ワイオミング州南東部、オールバニ郡内に位置する非法人の自治体。州間高速道路I-80沿い、州都シャイアンの西約45km、ララミーの南東約51kmに位置している。標高は2,438m（8,000フィート）で、I-80沿いの自治体としては最も高所に位置している。人口は1人（2024年時点）、面積は0.04km²。
ビュフォードはこの地における大陸横断鉄道の建設の最中、1866年に創設され、南北戦争のゲティスバーグの戦いで活躍した北軍少将、ジョン・ビュフォードを讃えてその名がつけられた。最盛期には、ビュフォードには鉄道労働者を中心に約2,000人の人口を抱えた。
ドン・サモンズは1980年代にビュフォードに移り住み、1992年にビュフォードを丸ごと買い取って、ビュフォード・トレーティング・ポストという名の雑貨屋兼ガソリンスタンドを営み、生計を立てていた。その後妻を亡くし、息子はビュフォードを去ったため、サモンズはビュフォード唯一の住民となった。2012年4月5日、息子の近くに住むことを決意したサモンズはビュフォードを丸ごと競売にかけ、ホーチミン市在住のベトナム人が900,000ドルで落札した。サモンズはコロラド州に移住し、ビュフォードでの32年間の生活を本に著す予定であると語っている。

## 註
1. 1 2 3 4  Rosenfeld, Everett. Meet the Only Resident of America's Smallest Town. TIME NewsFeed. 2011年7月20日.
2. 1 2 3 4  Vecsey, Laura. America's tiniest town commands a big price. Yahoo! Real Estate. Powered by Zillow.com. 2012年4月5日.
3. ↑  Nikias, Maria. Buford, Wyoming, Pop. 1, Is Sold. ABC News. 2012年4月5日.